# Banket (vesting)

Illustratie van een vesting wal met begripsverklaringen: embrasure (A), zool (B), banket (C), weergang (D), bedding (E).

Een banket of banquette is een doorgaande verhoging achter de borstwering van een vestingwal of loopgraaf. Het banket dient tot het opstellen van infanterie om veilig buiten het bereik van vijandelijk vuur over de borstwering te kunnen schieten.